# Gobektala
Gobektala är en ort i Azerbajdzjan.   Den ligger i distriktet İmişli Rayonu, i den centrala delen av landet, 170 km väster om huvudstaden Baku. Gobektala ligger 4 meter över havet och antalet invånare är 1 393.
Terrängen runt Gobektala är mycket platt. Närmaste större samhälle är Imishli, 8,1 km nordost om Gobektala. 
Trakten runt Gobektala består till största delen av jordbruksmark. Runt Gobektala är det ganska tätbefolkat, med 54 invånare per kvadratkilometer.